# Вацлав Моравски
Вацлав Моравски или Владислав Пршемисъл (на чешки: Vladislav Český; на немски: Vladislav von Mähren; * 1227, † 3 януари 1247) от род Пршемисловци, е принц на Бохемия, маркграф на Моравия като Вацлав III (1239 – 1247), и чрез женитба от 1246 до 1247 г. титуларен херцог на Херцогство Австрия и Херцогство Щирия.

## Живот
Той е първороденият син на чешкия крал Венцеслав I от Бохемия и на Кунигунда фон Хоенщауфен, дъщеря на германския крал Филип Швабски и на византийската принцеса Ирина Ангелина. По-малкият му брат е Отокар II, крал на Бохемия.
Баща му го сгодява на 8 декември 1244 и го жени на 1 април 1246 г. за Гертруда Бабенберг (1288 – 1299), от род Бабенберги, титуларна херцогиня на Австрия и Щирия, дъщеря на Хайнрих „Жестоки“ Бабенберг (1208 – 228), херцог на Австрия, и съпругата му Агнес от Тюрингия (1205 – 1247), дъщеря на ландграф Херман I от Тюрингия. Гертруда е племенница на херцог Фридрих II († 15 юни 1246), последният владетел от род Бабенберги в Австрия и има право на наследството след смъртта на бездетния Фридрих, според Privilegium minus също като нейната леля Маргарета.
Владислав умира след няколко месеца на 13 януари 1247 г. Вдовицата му Гертруда се омъжва през средата на 1248 г. за маркграф Херман VI от Баден.